# 仲雍

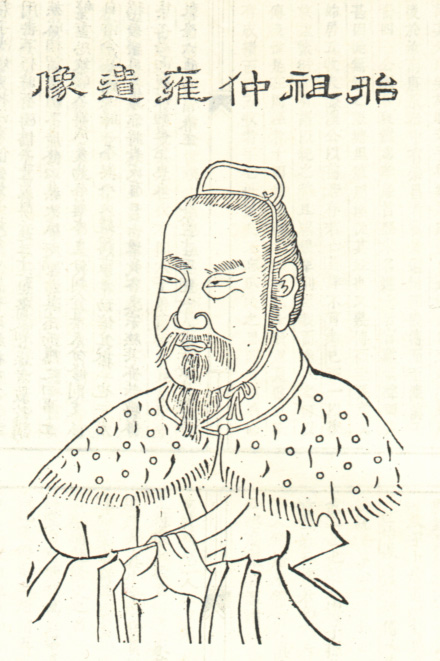
仲雍像

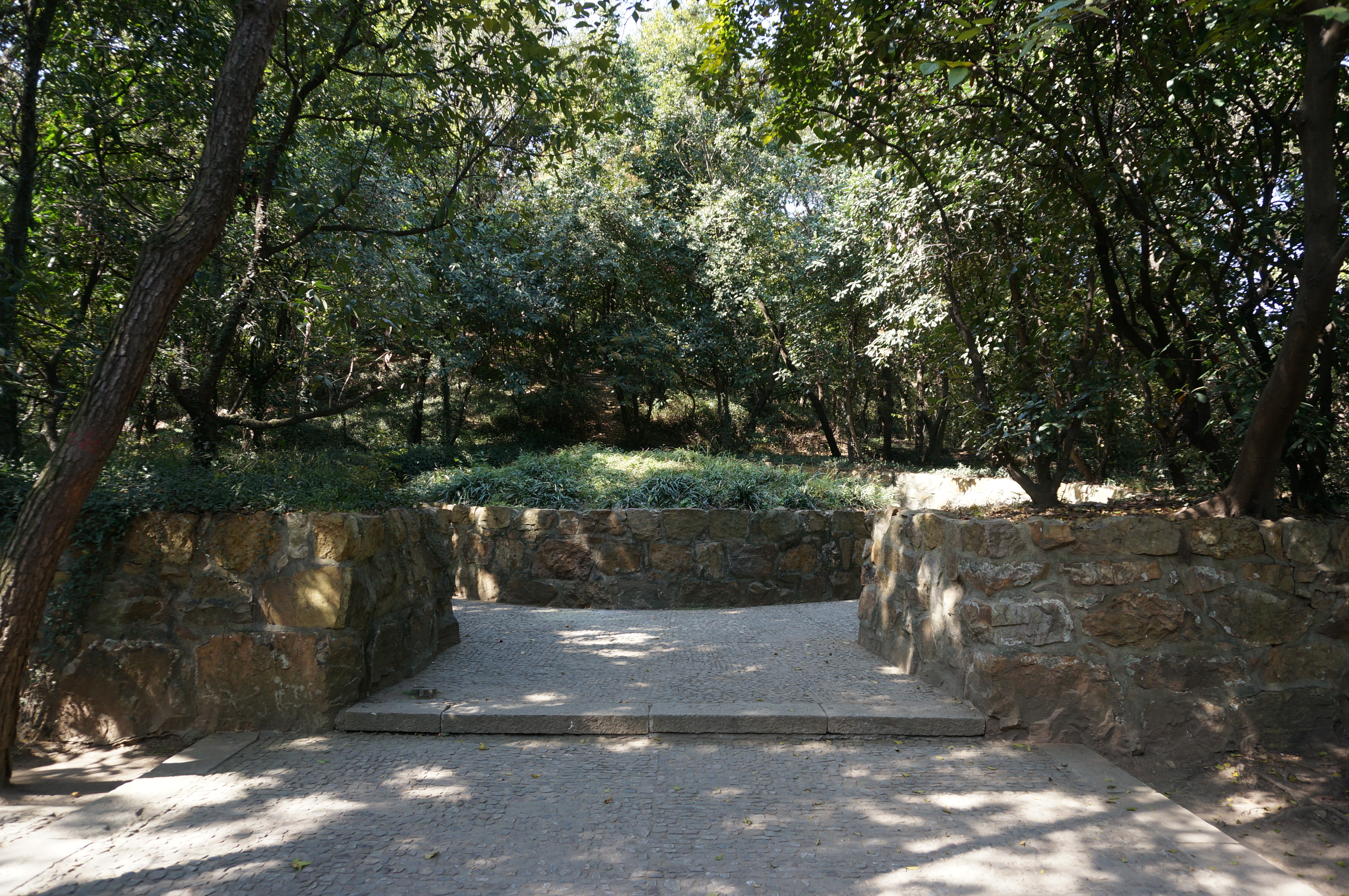
仲雍墓，位于常熟虞山

仲雍（？—？），姓姬，名雍，字孰哉。在《史记·周本纪》中，稱之為虞仲。周部落首领古公亶父（即周太王）之次子。太王欲立三子季历然后传位给季历之子昌，于是仲雍与大哥泰伯同避江南，纹身断发。泰伯成为当地的君主，自号句吴。泰伯死后无子，仲雍成为句吴的第二任君主。仲雍死后，葬于虞山，其子季簡即位。今江苏常熟市虞山东麓有仲雍墓。
| 前任： 泰伯 | 句吴君主 | 繼任： 季簡 |